# Hospodářský dvůr Vranov
Komplex bývalého hospodářského dvora Vranov se nalézá asi 3 km jižně od obce České Meziříčí v okrese Rychnov nad Kněžnou u silnice III. třídy vedoucí do obce Jílovice.

## Dějiny
První písemná zmínka o hospodářském dvoře Vranov pochází z roku 1549, kdy byl majetkem Viléma Trčky z Lípy. Dvůr zůstal příslušenstvím opočenského panství a po roce 1848 i zdejšího velkostatku až do pozemkové reformy v roce 1924, kdy se stal majetkem cukrovaru v Podzámčí. V roce 1948 v rámci revize 1. pozemkové reformy byl dvůr postaven pod národní správu a nakonec znárodněn. Hospodářský dvůr je v roce 2019 nevyužíván, budova mimo uzavřený areál dvora je již jen ruina.

## Popis
Areál hospodářského dvora Vranov sestává z pěti budov ohraničujících čtvercový areál s jednou budovou uprostřed dvora a jedné budovy mimo tento uzavřený areál.

## Galerie

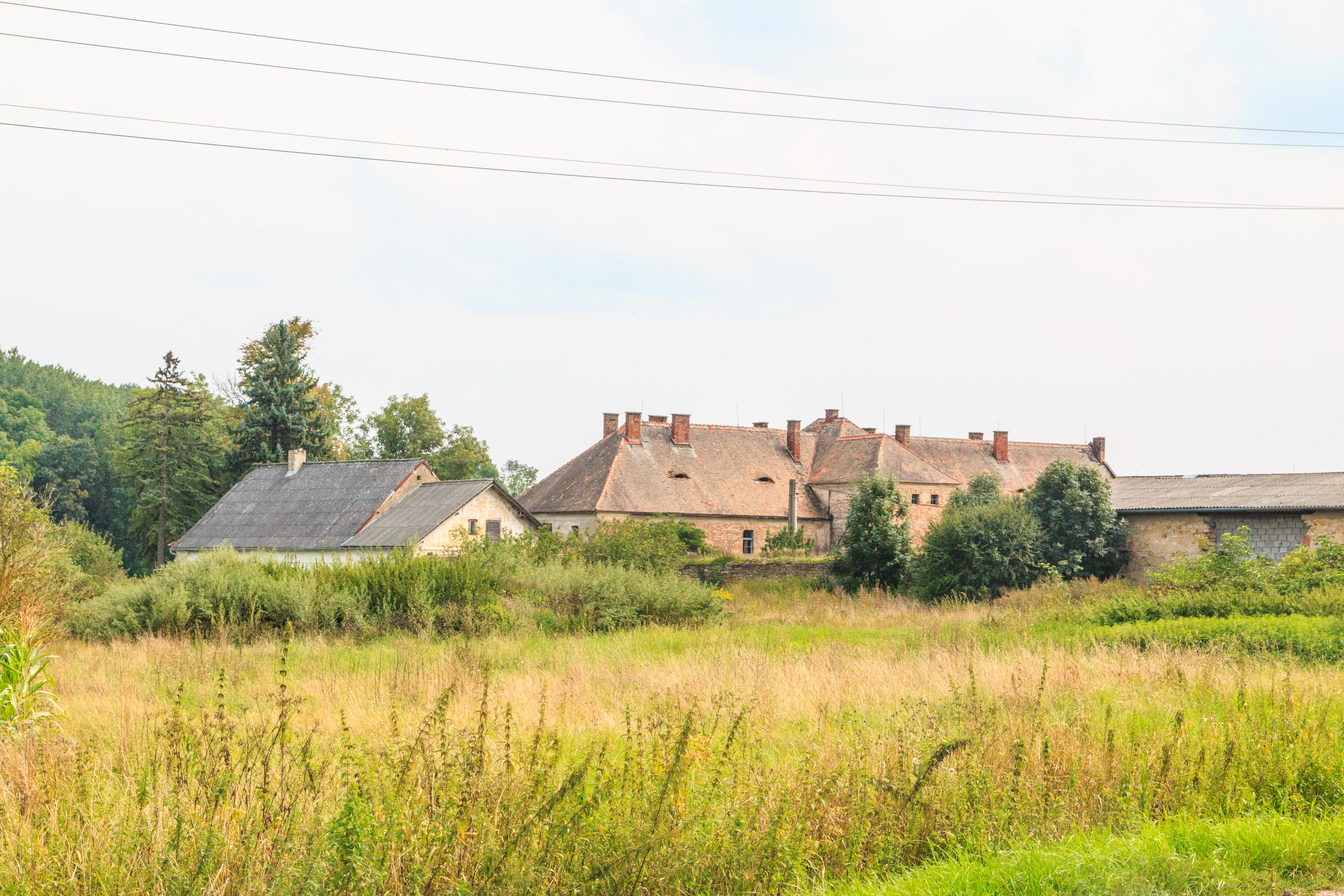
Pohled na dvůr Vranov u Českého Meziříčí
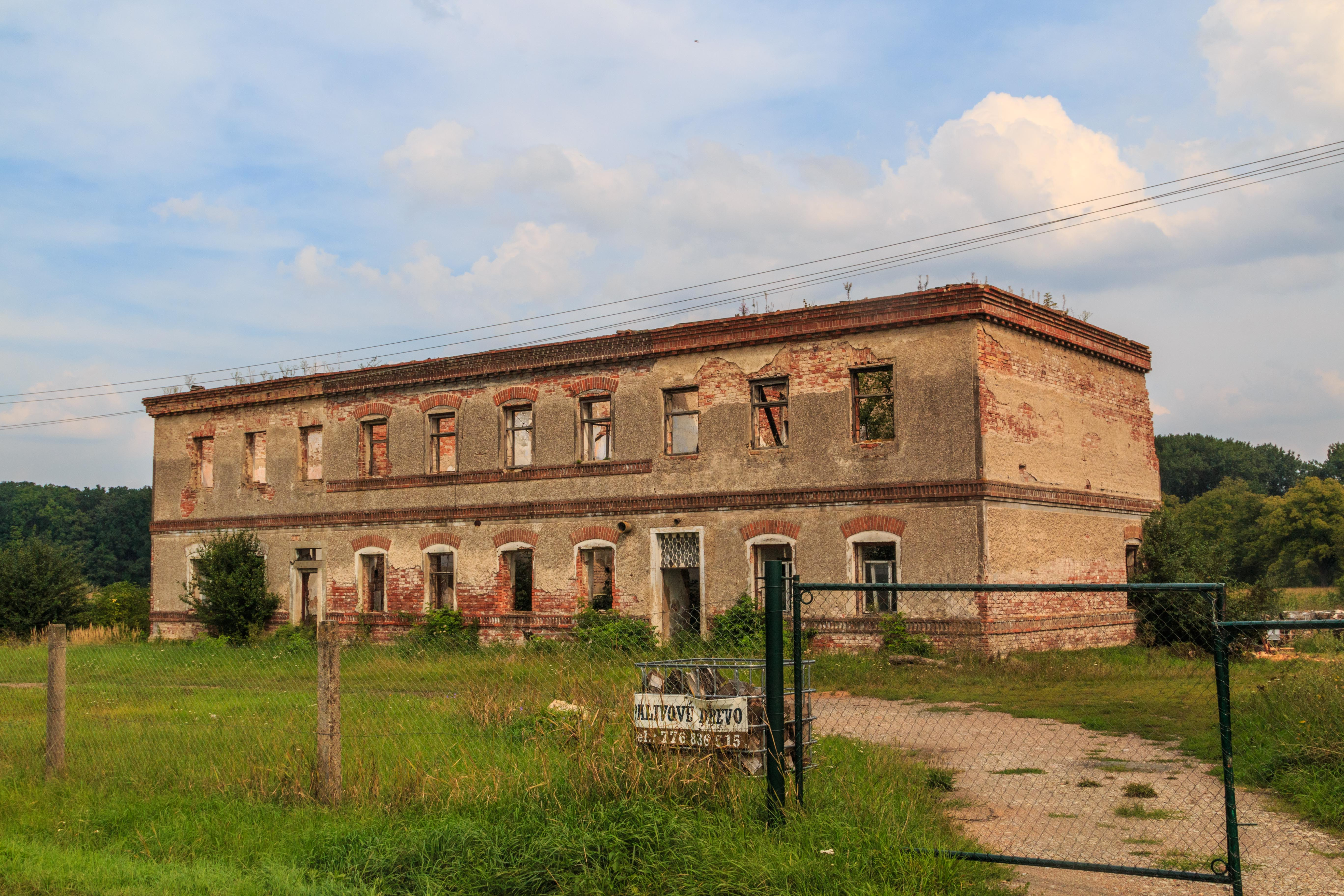
Pohled na dvůr Vranov u Českého Meziříčí
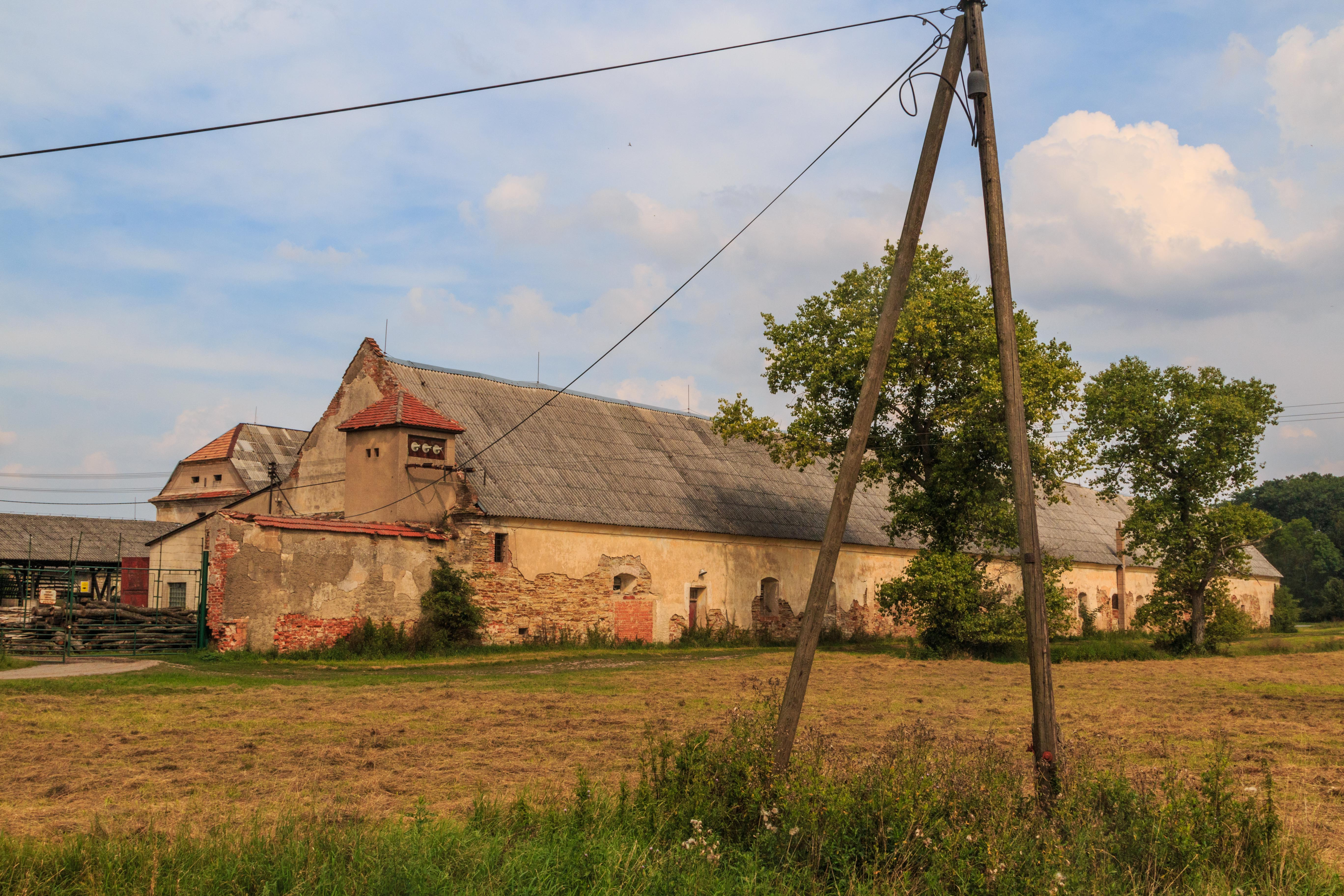
Pohled na dvůr Vranov u Českého Meziříčí
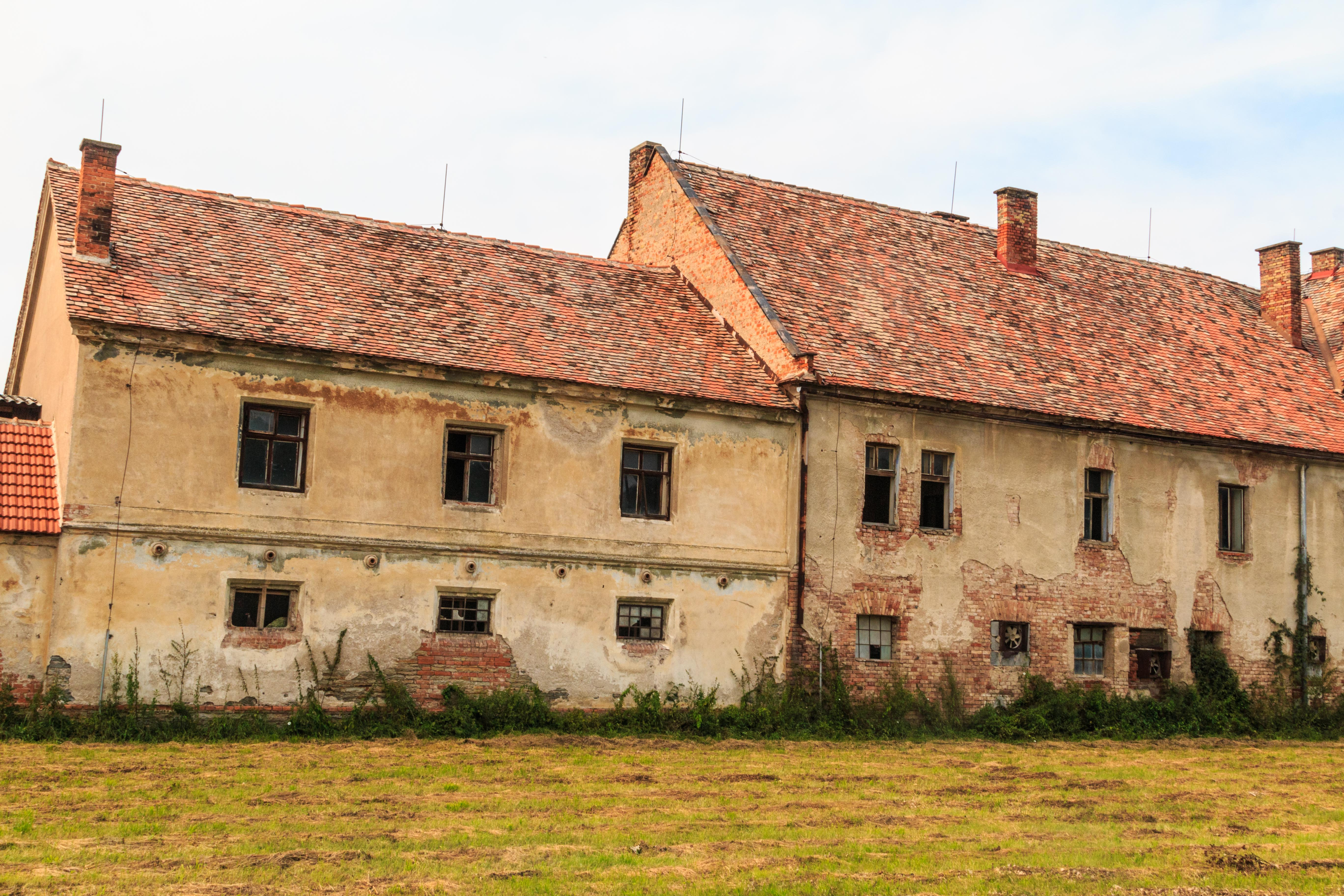
Pohled na dvůr Vranov u Českého Meziříčí
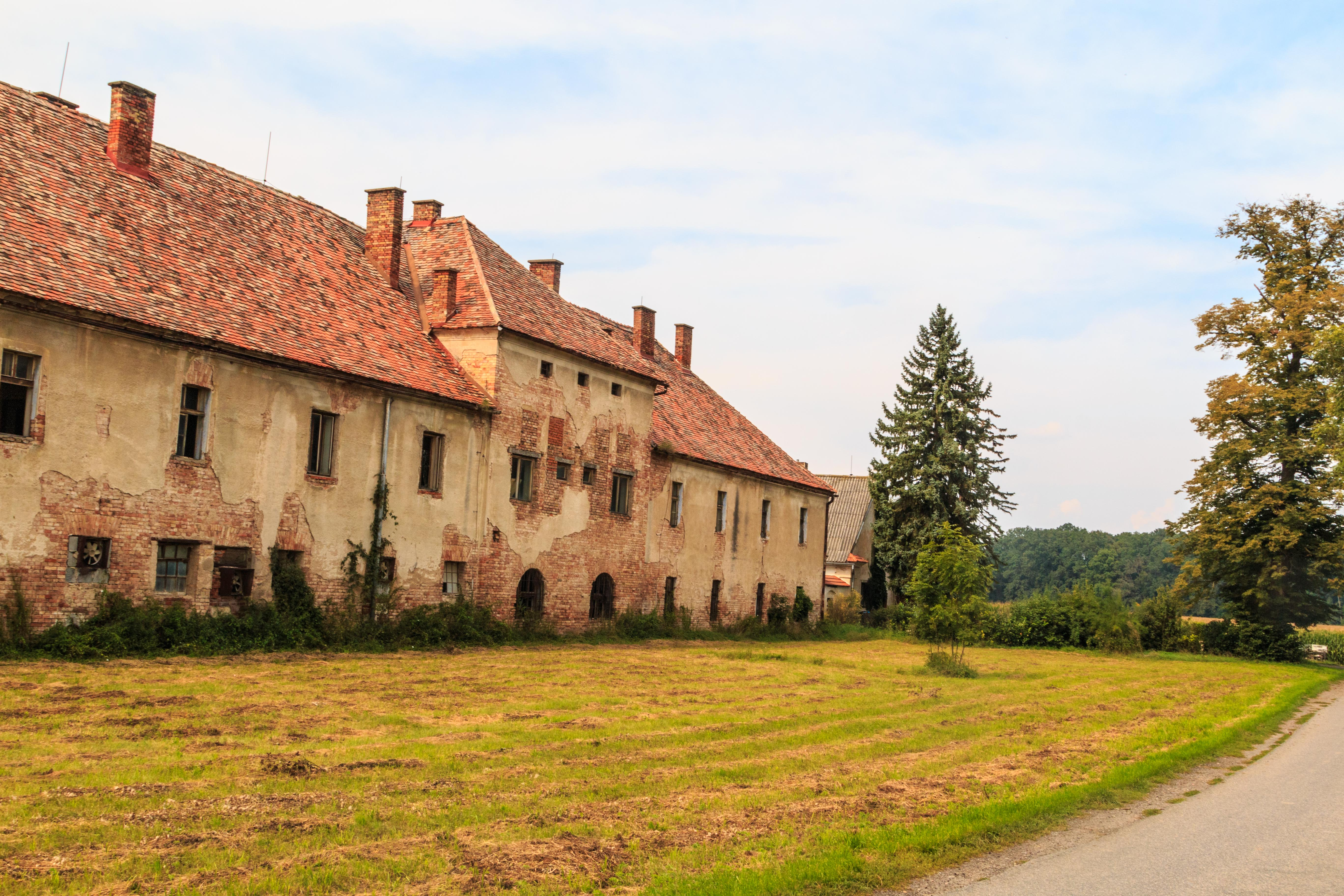
Pohled na dvůr Vranov u Českého Meziříčí